# Acarnidae
Acarnidae es una familia de esponjas perteneciente al orden Poecilosclerida. Tienen una distribución global, aunque varios géneros se encuentran principalmente en aguas templadas más frías y algunos tienen áreas de distribución muy limitadas. Se calcula que hay varios centenares de especies.

## Descripción
Las especies tienen formas de crecimiento por incrustación, macizos, en forma de abanico o palmeados (ramas pequeñas e indivisibles que crecen a partir de una base extendida) que pueden excavar en el sustrato. Las especies de muchos géneros forman fístulas.
Su esqueleto externo está formado por tílotes (megascleros largos y delgados con protuberancias en ambos extremos), que se pueden modificar para tener una base espinosa, y por estróngilos (megascleros con extremos romos o redondeados). Estos forman trayectorias tangenciales y/o paratangenciales, a menudo irregulares o halicondroidales.
Su esqueleto interno está formado por estilos (megascleros con extremos puntiagudos y redondeados) o estilos modificados. Éstos forman redes masivas para crear esqueletos isodictiales (mallas triangulares en las que cada lado mide una espícula), isótropos (sin diferenciación en tractos, líneas o fibras primarias o secundarias), anisótropos (tractos, líneas o fibras primarias y secundarias) o más irregulares. En las formas incrustantes forman en cambio esqueletos plumosos (las estructuras esqueléticas irradian de las fibras primarias o de los tractos de las espículas) o himedesmioides (megascleros monoaxónicos dispuestos individualmente con las cabezas fijadas a una base esponginosa con las puntas dirigidas hacia el exterior).
Las espículas pueden estar presentes o ausentes. Cuando están presentes, adoptan la forma de acantoestilos (estilos espinosos) y/o cladótilos únicos (megaescleros con 4-8 o incluso más ramas axiales y tubérculos). Entre los microescleros espinosos se encuentran los isocelas palmeados y diversas toxas (microescleros curvados como un arco). Sin embargo, en algunas especies ambos pueden perderse. Algunos géneros también tienen otros microescleros, como anisocelas modificadas (por ejemplo, Iophon bipocillia), espículas similares a microrrábulas (microxeas o microestrógilos modificados) y microxeas romboides (toxas modificadas).

## Géneros
La familia incluye los géneros:
- Acanthorhabdus (Burton, 1929)
- Acarnus (Gray, 1867)
- Acheliderma (Topsent, 1892)
- Cornulella (Dendy, 1922)
- Cornulum (Carter, 1876)
- Damiria (Keller, 1891)
- Dolichacantha (Hentschel, 1914)
- Iophon (Gray, 1867)
- Megaciella (Hallmann, 1920)
- Paracornulum (Hallmann, 1920)
- Tedaniphorbas (Laubenfels, 1936)
- Wigginsia (Laubenfels, 1936)
- Zyzzya (Laubenfels, 1936)